# Central Rock Bar
Central Rock Bar foi uma casa de shows da cidade de Santo André, São Paulo, sendo considerada a mais importante casa de shows dedicada ao rock na região do ABC paulista.

## História
O Central Rock Bar foi criado pela família Cantarelli Gomes Lopes, tendo os principais fundadores os irmãos Jairo e Edlaine Gomes Lopes. 
O local, antes abandonado, contava com moradores de rua e diversos usuários de drogas, os irmãos se juntaram e reformaram todo o local, sempre com ajuda da família. Todo o trabalho de reforma, pintura e decoração foi feito artesanalmente pelos irmãos. Jairo juntou todas suas revistas, discos e acervo de mais de 20 anos para utilizar na decoração do bar, que ficou famoso pela "sala dos discos", que compunham diversos discos originais nas paredes, a "sala Angeli", repleta de pinturas com personagens do cartunista, além das mesas, todas feitas com revistas do acervo no estilo decupagem.
Foi um grande alívio para os moradores do bairro a abertura do bar, pois a região estava passando por diversos roubos devido a local que antes estava abandonado.
Situado em Santo André, era considerada a maior casa de shows voltada ao seguimento rock de toda a região do ABC, similar a importância que tem o Blackmore Rock Bar e o Manifesto Rock Bar para São Paulo, chegando a receber grandes shows tanto do cenário nacional quanto internacional, como os de Viper, Golpe de Estado e Zak Stevens (ex-membro da Savatage).
Em 27 de fevereiro de 2013, o Central Rock Bar se viu obrigado a encerrar suas atividades, por não conseguir se adequar e cumprir os níveis de exigências do serviço municipal de saneamento ambiental de Santo André.
E embora para muitos moradores da região a preocupação de fechar o bar e voltar a frequência de roubos que antes assolava o bairro, não foi suficiente para o órgão público, SEMASA, informar que os próprios vizinhos estavam reclamando do som alto. 
Amigos, clientes, vizinhos e familiares chegaram a realizar um abaixo assinado para o local continuar aberto, porém a prefeitura não acatou, gerando, burburinhos na região de um possível esquema de corrupção por parte do SEMASA. 
Até hoje o bar é lembrado pela excelente recepção, gastronomia e pela responsabilidade social a frente de seu tempo, pois o local arrecadava de tempos em tempos doações, como, por exemplo, para o Rancho Au Au, abrigo de proteção a animais  

## Principais shows
- Skull Fist - 13/01/2013[3]
- Golpe de Estado [4]
- Sin - 11/08/2012[5]
- Krisium, Depressed e Nervochaos - 23/09/2012[6][7]
- Viper- 22/06/2012[8]

- Depth Hate - 25/11/2011
- Paul Di'Anno - 11/10/2011[9]
- Apocalypse - 24/04/2009
- Velhas Virgens
- Roberto Seixas, Xandra Joplin
- Putos Brothers
- 365[10]